# Luna B
M/Y Luna B är en superyacht tillverkad av Oceanco i Nederländerna. Hon levererades 2005 till den ryske oligarken Alisjer Usmanov med namnet Dilbar. Tre år senare satte Usmanov upp superyachten till försäljning, han bytte även namn på den till Ona eftersom han skulle få en megayacht levererad till sig samma år och den skulle få samma namn. År 2010 såldes Ona till William Kallop, amerikansk affärsman inom petroleumindustrin, för 59,9 miljoner euro. Den fick då ett nytt namn i Natita. Fyra år senare tog Kallop ett lån på 32 miljoner amerikanska dollar från den amerikanska investmentbanken Goldman Sachs och Kallop använde sina två yachter däribland Natita som säkerhet. År 2017 fick Kallop finansiella svårigheter och kunde inte betala delbetalningen på den kvarvarande skulden på omkring 28 miljoner dollar, Goldman Sachs beslagtog då Natita och sålde den för 27,5 miljoner dollar, omkring 30% under försäljningspriset på 39,9 miljoner dollar, till en köpare på Malta. Två år senare genomgick den en större renovering. Den nuvarande ägaren av superyachten är den amerikansk-kanadensiske gruvmagnaten Robert Friedland.
Superyachten designades exteriört av Oceanco och interiört av Alberto Pinto. Luna B är 66 meter lång och har en kapacitet på tolv passagerare fördelat på sex hytter. Den har också en besättning på 18–22 besättningsmän samt minst en helikopter.

## Galleri

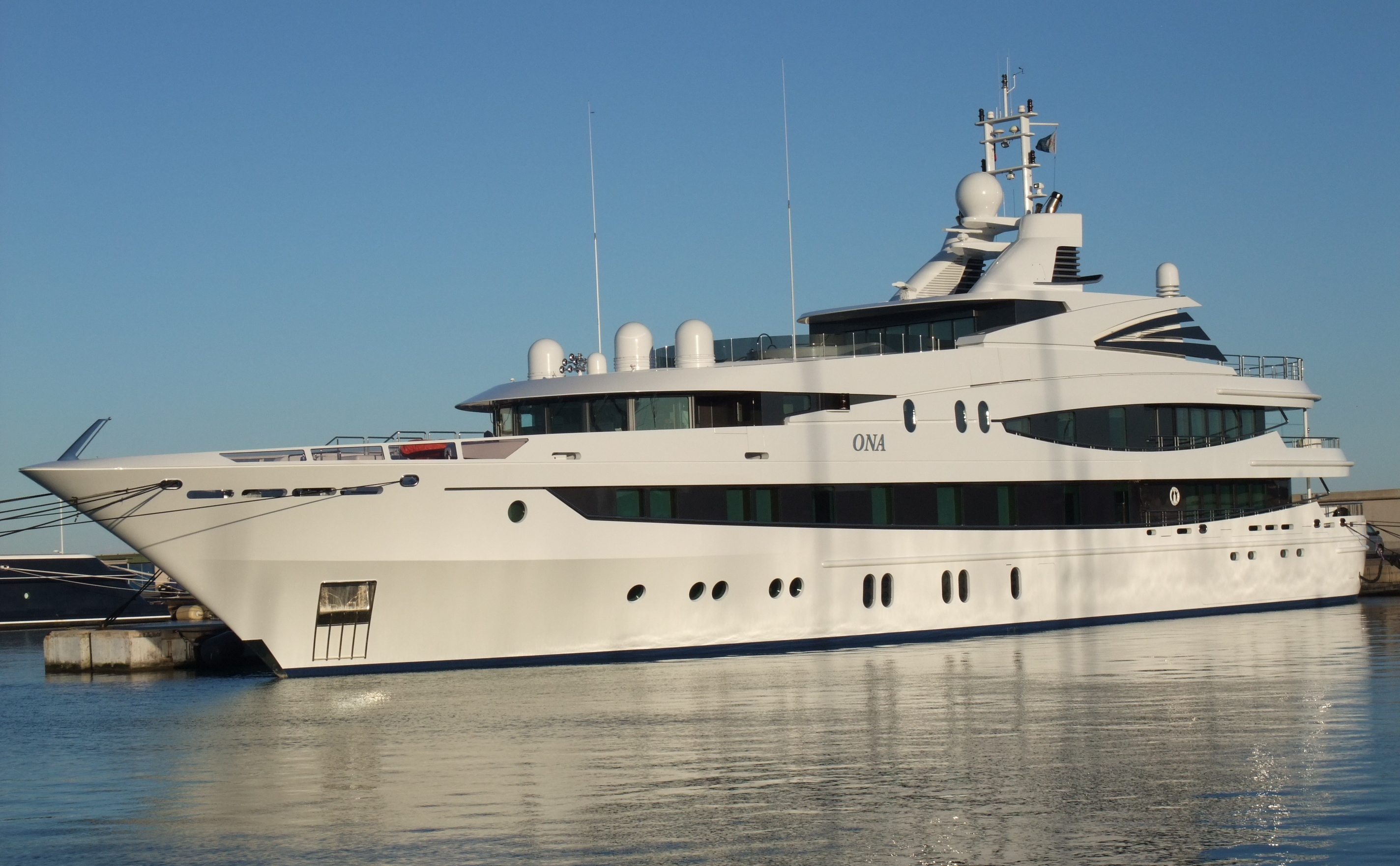
Ona i Antibes i Frankrike, 2009.
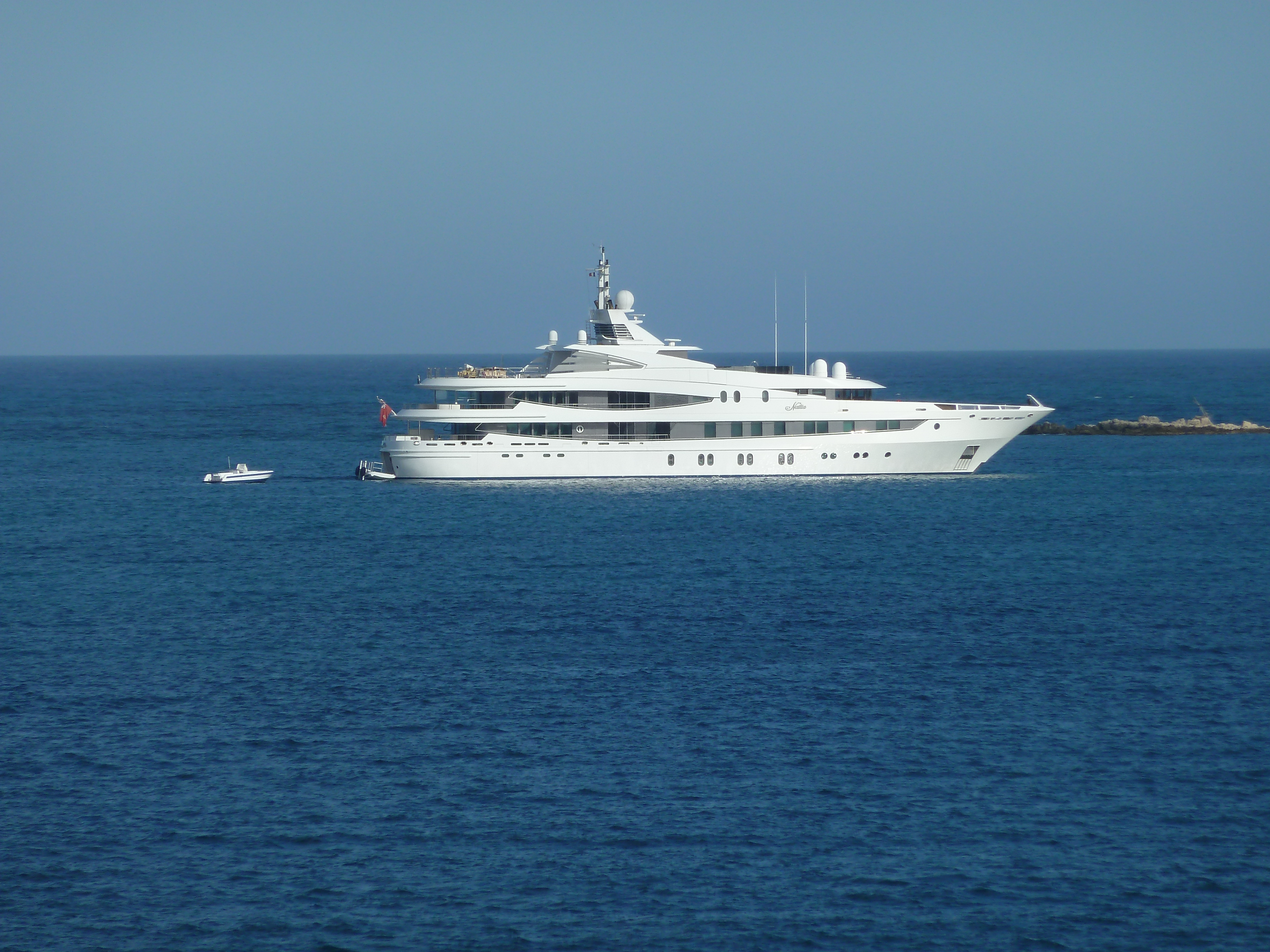
Natita utanför Antibes i Frankrike, 2014.